# Takifugu stictonotus
Takifugu stictonotus es una especie de peces de la familia Tetraodontidae en el orden de los Tetraodontiformes.

## Morfología
Los machos pueden llegar alcanzar los 35 cm de longitud total.

## Hábitat
Es un pez de mar de clima templado.

## Distribución geográfica
Se encuentran en Asia: desde el sur de Hokkaido (el Japón) hasta el Mar de la China Oriental y el Mar Amarillo.

## Observaciones
Es inofensivo para los humanos.